# Tambov
Tambov (en rus Тамбов) és una ciutat de Rússia, capital i centre administratiu de l'óblast de Tambov. Situada a la riba del Tsna, a uns 480 km de Moscou, la ciutat té una població de 280457 habitants, segons dades del cens de 2010.

## Història
Tambov va ser fundada oficialment el 17 d'abril de 1636 mitjançant un decret del Tsar Miquel I. El seu delegat a la regió, Roman Boborykin, en va ser el seu primer constructor. La ciutat fou dissenyada com un conjunt de fortificacions destinades a protegir la frontera sud del Principat de Moscou contra els atacs del Kanat de Crimea i els nogais. Ràpidament però, va perdre aquesta funció i Tambov es convertí en un destacat centre administratiu i comercial de la zona rural sud-oest de Rússia.
El 1719 li fou atorgada la condició de ciutat i el 1779 fou proclamada capital del nou Virregnat de Tambov. A finals del segle xviii la ciutat va augmentar el seu protagonisme i es van dur a terme diverses obres per tal de destacar la seva condició capital. Així, durant el mandat a la Governació de Tambov de Gavriïl Derjavin es van construir un teatre, una escola, un centre de dansa, una impremta i una fàbrica de maons, alhora que també es van formar un diari i una orquestra. La ciutat li ho va reconèixer amb un monument aixecat amb posterioritat.
Durant el segle xix, Tambov va créixer fins a convertir-se en un destacat centre cultural, amb nombroses escoles, biblioteques i institucions que s'hi van establir. Segons el cens de 1897, més de 50.000 persones residien a la ciutat.
Entre 1920 i 1921, la regió de Tambov va rebel·lar-se, sense èxit, contra l'Exèrcit Roig. El mateix 1921 s'havia format la República de Tambov, que fou ràpidament derrocada pel mariscal soviètic Mikhaïl Tukhatxevski, el qual va fer ús d'armes de destrucció massiva contra la població civil.
Durant i després de la Segona Guerra Mundial, bona part dels membres dels Malgré-nous, combatents francesos de la Wehrmacht procedents d'Alsàcia i Mosella, van ser empresonats al "Camp nº 188" de Tambov. Entre 4.000 i 10.000 d'aquests homes van trobar la mort en aquest camp de presoners.

## Ciutats agermanades
La ciutat de Tambov està agermanada amb les localitats de:
- Bar-le-Duc, França
- Gènova, Itàlia
- Terre Haute, Estats Units d'Amèrica

## Fills il·lustres
- Constantin Fahlberg (1850–1910), químic rus
- Iuri Jirkov (1983), futbolista professional rus
- Andrei Kolmogórov (1903–1987), matemàtic rus
- Lev Kuleixov (1899–1970), director de cinema rus
- Anastassia Rodiónova (1982), tennista professional australiana
- Ivan Dzerzhinsky (1909-1978) compositor musical.